# Респираторная гигиена
Респираторная гигиена или респираторный этикет — комплекс правил или мер по предотвращению распространения возможной инфекции при кашле или чиханье в рамках личной гигиены и в рамках стандартных мер предосторожности, применяемых в медицинских учреждениях. В контексте личной гигиены респираторная гигиена предполагает необходимость прикрывать рот во время кашля или чиханья рукой, согнутым локтем или бумажным платком либо же носить на лице маску, а также не сплёвывать рядом с другими людьми. В случаях использования бумажных платков или масок они должны утилизироваться после использования. В медицинских учреждениях респираторная гигиена предполагает дистанцирование больных друг от друга, информирования пациентов о правилах респираторной гигиены и обеспечение их необходимыми средствами, включая платки и маски. Наряду с гигиеной рук респираторный этикет позволяет защитить себя или окружающих от распространения возможной инфекции.
Респираторные инфекции легко передаются между людьми и являются лидирующей причиной заболеваемости и смертности во всём мире. Одни проходят сами по себе или требуют симптоматического лечения, при других же может потребоваться специфическое лечение или применение антибиотиков. Лучшим способом борьбы с респираторными инфекциями является их предотвращение. Часто такие заболевания могут быть предотвращены соблюдением мер гигиены, включая ношением масок, мытьём рук и другие меры личной гигиены. Протоколы и меры гигиены могут в значительной степени снизить заболеваемость и смертность от инфекций, а также затраты на здравоохранение в глобальном масштабе. Респираторная гигиена позволяет снизить риск распространения острых респираторных инфекций, включая простуду, грипп и ковид-19, а также более специфичных заболеваний, среди которых ветрянка, дифтерия, стрептококковая (группы А) инфекция, гемофильная инфекция, легионеллёз, корь, свинка, краснуха, пневмония, туберкулёз и коклюш.
Помимо респираторной гигиены предотвращать респираторные инфекции помогают вакцины. Хотя не против всех респираторных патогенов существуют вакцины, против некоторых они оказались крайне эффективны и являются критическим важным средством борьбы с распространёнными патогенами. Вакцины есть против таких заболеваний как грипп, свинка, корь, краснуха, ветряная оспа, дифтерия, коклюш и пневмококковая пневмония. В некоторых странах или юрисдикциях вакцинация может быть обязательным условием для допуска медицинского персонала к работе с больными. Медицинским  сотрудникам, не прошедшим вакцинацию, помимо респираторной гигиены может потребоваться ношение дополнительных средств индивидуальной защиты.